# V-The New Mythology Suite
A V-The New Mythology Suite az amerikai Symphony X ötödik stúdióalbuma, mely 2000. október 9-én jelent meg az InsideOut Records égisze alatt.
Ezennel egy konceptlemez született, mely Atlantisszal, az ókori egyiptomi mitológiával és asztrológiával foglalkozik.
Ez az első lemezük, melyen Michael Lepond basszusgitározik. Belépésével három Michael is volt a zenekarban, ezért Michael Romeo a Romeo, Michael Lepond a Lepond, míg Michael Pinella a "p" névre hallgat.
Az albumon ismét Jason Rullo dobol, aki személyes problémái miatt nem vehetett részt az előző album felvételein.
Az albumon ismét vannak komolyzenei utalások, ezennel Mozart, Verdi, Bach és Bartók Béla szellemét megidézve.
A megjelenést követően sokan párhuzamot véltek a Symphony X albuma és a Spock’s Beard 2000-es albuma között, mely szintén az V címet kapta. További hasonlóság, hogy mindkét zenekar progresszív zenét játszik, ráadásul mindkét lemezt az InsideOut Records adta ki. Az albumok játékideje is csak 11 másodpercnyi különbséget mutat. Ezek ellenére mindkét zenekar megerősítette, hogy a hasonlóságok csak a véletlen művei.

## Számlista
1. "Prelude" – 1:07
2. "Evolution (The Grand Design)" (Allen, Pinnella, Romeo, Rullo) – 5:20
3. "Fallen" (Allen, Lepond, Pinnella, Romeo, Rullo) – 5:51
4. "Transcendence (Segue)" (Romeo) – 0:38
5. "Communion and the Oracle" (Pinnella, Romeo, Rullo) – 7:45
6. "The Bird-Serpent War / Cataclysm" (Pinnella, Romeo) – 4:02
7. "On the Breath of Poseidon (Segue)" (Romeo) – 3:01
8. "Egypt" (Allen, Lepond, Pinnella, Romeo, Rullo) – 7:04
9. "Death of Balance / Lacrymosa" (Romeo, Rullo) – 3:42
10. "Absence of Light" (Allen, Pinnella, Romeo) – 4:58
11. "A Fool's Paradise" (Allen, Pinnella, Romeo) – 5:48
12. "Rediscovery (Segue)" (Pinnella, Romeo) – 1:24
13. "Rediscovery (II. rész): The New Mythology" (Allen, Pinnella, Romeo, Rullo) – 12:01

## Közreműködők
Zenészek
- Russell Allen – ének
- Michael Romeo – gitár/vokál
- Michael Pinnella – billentyűs hangszerek, vokál
- Michael Lepond – basszusgitár
- Jason Rullo – dob

Produkció
- Hangmérnök: Eric Rachel